# Batistério de São João
O Batistério de São João é um prédio religioso em Florença, na Toscana, Itália. Acredita-se que é o mais antigo prédio da cidade e é famoso por suas magníficas portas de bronze. Fica na Piazza del Duomo, a oeste da Santa Maria del Fiore.
Por um longo tempo acreditou-se que o batistério era, na verdade, um templo romano dedicado a Marte. Menciona-se que Dante Alighieri tenha sido o criador dessa lenda. Contudo, essa era uma ideia incorreta. Escavações no século XX mostraram que o batistério era uma torre de guarda, parte de uma muralha que protegia a cidade. A construção mais próxima à atual foi feita e consagrada em 1059 pelo Papa Nicolau II. Os mármores foram trazidos de Fiesole. Uma lanterna octogonal foi adicionada ao teto do pavilhão em 1150. Nos séculos XIV e XVI três portas de bronze foram adicionadas.

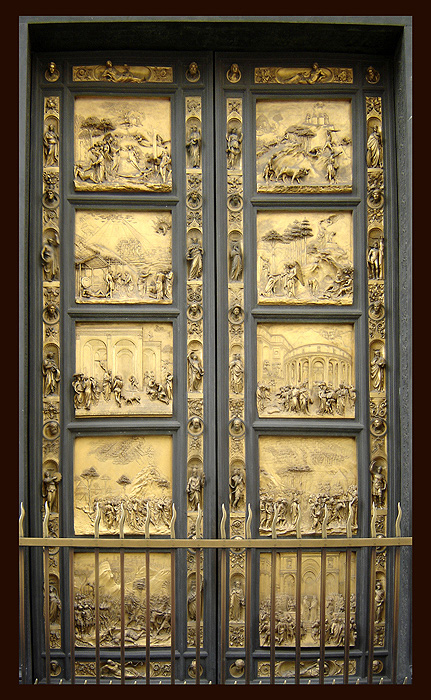
Os Portões do Paraíso

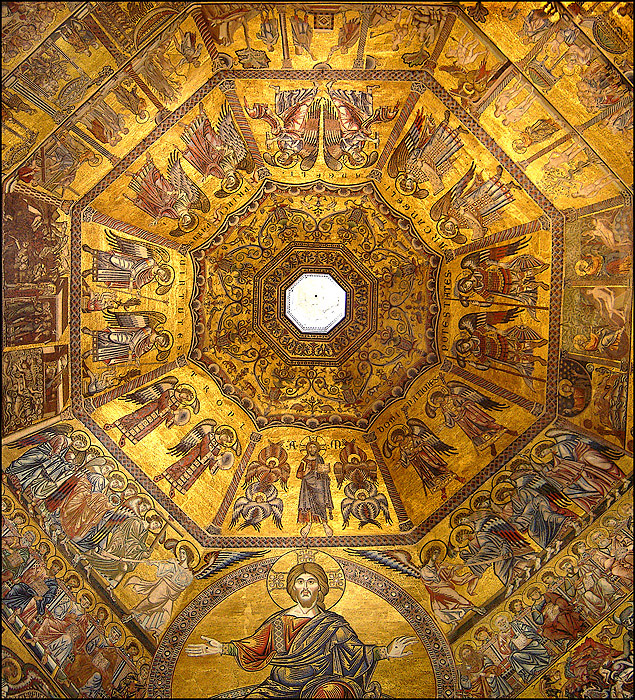
Parte dos mosaicos do teto

O batistério é uma construção octogonal que simboliza o oitavo dia (octava dies), o tempo da Ascensão de Cristo. Simbolizava a vida eterna, que é dada pelo batismo. O estilo da igreja serviu como protótipo para a construção, por Leone Battista Alberti, de outras igrejas românicas na Toscana. O exterior é decorado por estátuas de Andrea Sansovino, Giovan Francesco Rustici e Vincenzo Danti.

## As portas
Em 1329, Andrea Pisano, recomendado por Giotto, recebeu a encomenda de projetar as primeiras portas (Portas Sul). A execução durou seis anos e foi finalizada em 1336. Consistem em 28 painéis quadrangulares, representando cenas da vida de São João Batista e as virtudes. Os relevos foram adicionados por Lorenzo Ghiberti em 1452. Vincenzo Danti criou as estátuas acima das portas em 1571.
Em 1401, uma competição foi anunciada para a execução das Portas Norte do Batistério. Competiram sete escultores, entre eles Lorenzo Ghiberti, Filippo Brunelleschi, Donatello e Jacopo della Quercia. Ghiberti, então com 21 anos, ganhou a encomenda. Brunelleschi ficou tão desiludido com a perda da encomenda que partiu para Roma para estudar arquitetura e nunca mais esculpiu. Ghiberti levou 21 anos para finalizar as portas. São novamente 28 painéis, agora com cenas do Novo Testamento. Antonio Paolucci as descreveu como o mais importante evento da história da arte de Florença no primeiro quarto do século XV. As estátuas de bronze acima das portas norte foram feitas por Francesco Rustici, com assistência de Leonardo da Vinci.
Ghiberti tornou-se então uma celebridade e o artista máximo em seu campo. Em 1425 recebeu uma segunda encomenda: as Portas Leste, que ele executou com a ajuda de Michelozzo e Benozzo Gozzoli. São dez painéis com cenas do Velho Testamento e que utilizaram a nova técnica da perspectiva para que os painéis adquirissem profundidade. Michelangelo se referiu a essas portas como As Portas do Paraíso, nome que permanece até hoje. A obra tem 5,20 metros de altura por 3,10 de largura e 11 centímetros de espessura.
A porta do paraíso foi colocada em local seguro em 1943, durante a II Guerra Mundial, e mais tarde danificada pela grande inundação de 1966.
As portas agora no Batistério são cópias das originais que foram removidas em 1990 porque estavam entrando em estado de deterioração. As portas originais estão no Museu Opera del Duomo, preservadas em contêiners cheios de nitrogênio. No topo das Portas do Paraíso está um grupo de estátuas que reproduzem O Batismo de Cristo, por Andrea Sansovino, e que foram finalizadas por Vincenzo Danti e Innocenzo Spinazzi.

## O interior
O vasto interior remete ao Panteão de Roma e é um tanto escuro, com a luz entrando através de pequenas janelas e pela lanterna no topo. A construção contém o esplêndido túmulo de Baldassare Coscia, o Antipapa João XXIII, projetado por Donatello e seu aprendiz Michelozzo Michelozzi.
Por fim, o interior apresenta um magnífico teto em mosaico, executado por vários artistas de Veneza (talvez até mesmo Cimabue) em 1225. Representa o Julgamento Final, com cenas de horríveis castigos que lembram as obras do artista flamengo Hieronymus Bosch. Dante Alighieri cresceu olhando os mosaicos e foi baseado neles que criou muitas das cenas que narra em sua obra Inferno. Dante e também muitos membros da Família Médici foram batizados no local.